# Regina Elena (couraçado)
O Regina Elena foi um couraçado pré-dreadnought operado pela Marinha Real Italiana e a primeira embarcação da Classe Regina Elena, seguido pelo Vittorio Emanuele, Napoli e Roma. Sua construção começou em março de 1901 no Arsenal de La Spezia e foi lançado ao mar em junho de 1904, sendo comissionado na frota italiana em setembro de 1907. Era armado com uma bateria principal de dois canhões de 305 milímetros montados em duas torres de artilharia únicas, tinha um deslocamento de catorze mil toneladas e alcançava uma velocidade máxima de vinte nós.
O Regina Elena passou seus primeiros anos de serviço participando principalmente de exercícios junto com seus irmãos e o restante da frota italiana no Mar Mediterrâneo. Ele participou de operações contra o Império Otomano durante a Guerra Ítalo-Turca de 1911 e 1912, incluindo da conquista de Cirenaica, na Líbia. A embarcação também serviu na Primeira Guerra Mundial, porém nunca entrou em combate por temores de submarinos, assim passou toda a duração do conflito alternando entre diferentes bases navais. Foi tirado do serviço em 1923 e em seguida desmontado.

## Características

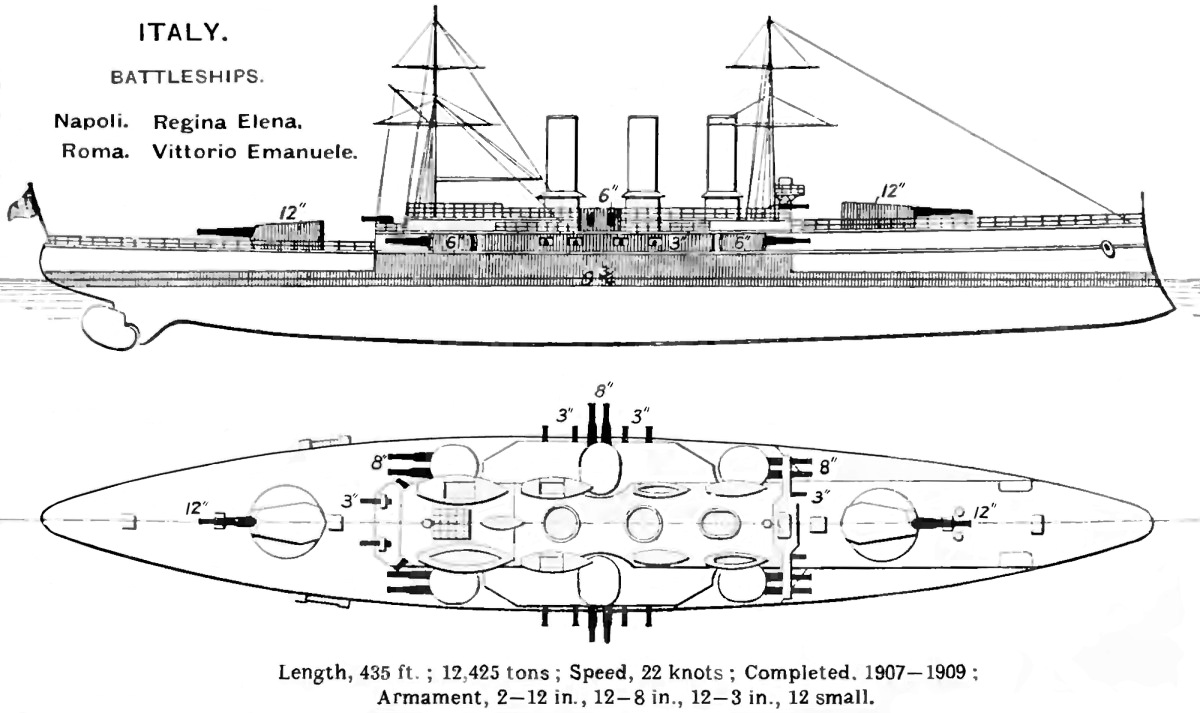
Desenho da Classe Regina Elena

O projeto da Classe Regina Elena foi preparado por Vittorio Cuniberti, o Chefe Engenheiro da Marinha Real Italiana. Esta especificou uma embarcação mais poderosa que cruzadores blindados contemporâneos e mais rápida que couraçados estrangeiros, porém tudo dentro de um deslocamento de não mais de 13,2 mil toneladas. Os dois primeiros navios da classe foram encomendados para o ano fiscal de 1901 e os dois últimos no ano seguinte.
O Regina Elena tinha 144,6 metros de comprimento de fora a fora, uma boca de 22,4 metros e um calado de 8,58 metros. Seu deslocamento carregado era de 14 029 toneladas. Seu sistema de propulsão era composto por 28 caldeiras Belleville a carvão que alimentavam dois motores verticais de tripla-expansão com quatro cilindros, cada um girando uma hélice. A potência indicada do sistema era de 19 571 cavalos-vapor (14 391 quilowatts) para uma velocidade máxima de vinte nós (37 quilômetros por hora). A autonomia era de dez mil milhas náuticas (dezenove mil quilômetros) a dez nós (dezenove quilômetros por hora). A tripulação era formada por 742 a 764 oficiais e marinheiros.
O armamento principal consistia em dois canhões calibre 40 de 305 milímetros montados em duas torres de artilharia únicas, uma à vante e uma à ré. O armamento secundária tinha doze canhões calibre 45 de 203 milímetros em seis torres de artilharia duplas, três em cada lateral. A defesa contra barcos torpedeiros era proporcionada por uma bateria de dezesseis canhões calibre 40 de 76 milímetros montados em casamatas. Além disso, havia dois tubos de torpedo submersos de 450 milímetros. O cinturão principal de blindagem tinha uma espessura máxima de 250 milímetros, já o convés tinha 38 milímetros. A torre de comando era protegida por laterais de 254 milímetros, enquanto as torres de artilharia principais tinham laterais de 203 milímetros e as torres secundárias de 152 milímetros.

## Carreira

### Tempos de paz
O batimento de quilha do Regina Elena ocorreu em 27 de março de 1901 no Arsenal de La Spezia e ele foi lançado ao mar em 19 de junho de 1904, sendo comissionado na frota italiana ao final dos trabalhos de equipagem em 11 de setembro de 1907. Foi designado para atuar na Esquadra do Mediterrâneo, participando neste mesmo ano das manobras anuais da frota entre o final de setembro e início de outubro, ocorridas sob o comando do vice-almirante Alfonso di Brocchetti. O navio participou em abril de 1908 de uma demonstração naval próxima do litoral da Anatólia em protesto contra a decisão do Império Otomano de proibir correios italianos em território otomano. Nesta época o Regina Elena era comandado pelo príncipe Luís Amadeu, Duque dos Abruzos. Foi para Messina após o Terremoto de Messina de 1908 a fim de prestar auxílio. O navio permaneceu na esquadra ativa pelo decorrer de 1910, época em que contava com todos os seus três irmãos e com os dois couraçados da Classe Regina Margherita.

### Guerra Ítalo-Turca
A Itália declarou guerra contra o Império Otomano em 29 de setembro de 1911 a fim de tomar a Líbia, iniciando a Guerra Ítalo-Turca. O Regina Elena atuou na 1ª Divisão da 1ª Esquadra junto com seus irmãos durante todo do conflito, estando sob o comando do vice-almirante Augusto Aubry. Juntou-se à esquadra apenas em 5 de outubro. Todos os navios da Classe Regina Elena mais três cruzadores e vários contratorpedeiros escoltaram no dia 18 um comboio transportando a 2ª Divisão de Infantaria para Bengasi. Os otomanos se recusaram a render a cidade, assim as embarcações italianas abriram fogo às 8h00min enquanto forças anfíbias desembarcavam na praia. Os italianos rapidamente forçaram os otomanos a recuarem para o centro da cidade. As forças inimigas recuaram em 29 de outubro depois de um curto cerco e Bengasi foi conquistada.
Os membros da 1ª Esquadra foram dispersados para portos de Cirenaica em dezembro. O Regina Elena, seu irmão Roma e o cruzador blindado San Marco ficaram em Bengasi. Eles deram apoio para o Exército Real Italiano enquanto ocupava a cidade e as áreas ao redor, contribuindo com equipes de desembarque e proporcionando suporte de artilharia para as tropas em terra. Os disparos do Regina Elena ajudaram a derrotar um grande ataque otomano entre 14 e 15 de dezembro. A maior parte da frota voltou para a Itália no início de 1912 a fim de passar por reparos e manutenção, deixando apenas uma pequena força de cruzadores e embarcações de patrulha no Norte da África. O couraçado foi envolvido em março de 1914 em experimentos de telegrafia sem fio em Siracusa. Os testes foram realizados por Guglielmo Marconi e supervisionados por Luís Amadeu.

### Primeira Guerra Mundial

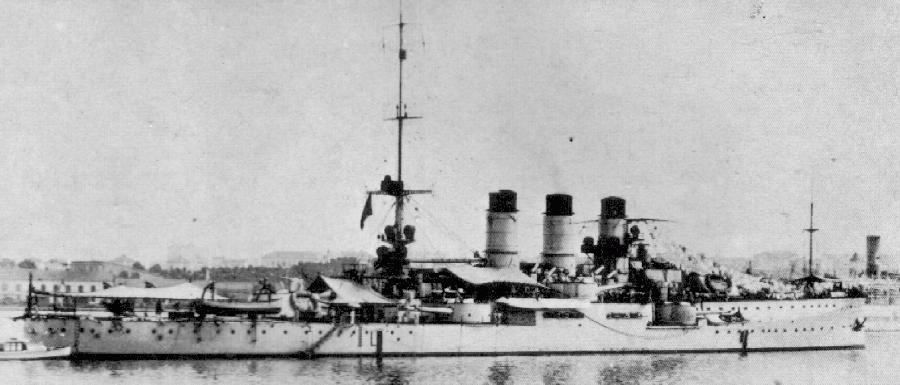
O Regina Elena em maio de 1915

A Primeira Guerra Mundial começou em agosto de 1914 e a Itália inicialmente declarou sua neutralidade, mas foi convencida em maio de 1915 a entrar no conflito contra os Impérios Centrais. A Marinha Austro-Húngara, a rival tradicional da Marinha Real, foi a principal oponente no conflito. O almirante Paolo Thaon di Revel, o Chefe do Estado-Maior Naval, acreditava que submarinos e lança-minas austro-húngaros conseguiam operar eficientemente no estreito Mar Adriático, com ele considerando essas ameaças algo muito sério para arriscar utilizar sua frota principal. Em vez disso, Revel preferiu usar sua força de batalha para implementar um bloqueio na extremidade sul do Adriático, local considerado mais seguro, colocando embarcações menores em ataques rápidos contra navios e instalações inimigas. Os couraçados assim foram preservados para confrontar a frota austro-húngara caso esta procurasse uma batalha.
O Regina Elena e seus irmãos foram designados para a 2ª Divisão, passando boa parte de seu tempo rotacionando entre as bases de Tarento, Brindisi e Valona, nunca entrando em combate. O Regina Elena e o Roma fizeram uma breve surtida em fevereiro de 1916 em resposta a relatos incorretos de que a frota austro-húngara estava no mar. Três cruzadores rápidos austro-húngaros atacaram a Barragem de Otranto na noite de 14 para 15 de maio de 1917, resultando na Batalha do Estreito de Otranto. Os quatro couraçados da Classe Regina Elena foram enviados para auxiliar, mas o comandante italiano não permitiu que eles participassem da batalha por temer perdê-los para um submarino.
A Itália recebeu permissão de manter os navios da Classe Regina Elena sob os termos do Tratado Naval de Washington de 1922. Eles poderiam ser mantidos indefinidamente, mas não poderiam ser substituídos por couraçados novos. Entretanto, o Regina Elena foi removido do registro naval em 16 de fevereiro de 1923 e desmontado.